# Urszula Jarosz
Urszula Wanda Jarosz (ur. 24 lipca 1946 w Gorczenicy) – polska pielęgniarka i polityk, posłanka na Sejm PRL X kadencji.

## Życiorys
Posiada wykształcenie średnie zawodowe. Ukończyła Liceum Ogólnokształcące w Brodnicy oraz Pomaturalne Studium Medyczne Pielęgniarstwa w 1970, uzyskując tytuł zawodowy pielęgniarki dyplomowanej. W 1970 rozpoczęła pracę w zawodzie. W 1980 zamieszkała w Płońsku, gdzie została kierowniczką żłobka. W 1965 wstąpiła do Związku Młodzieży Socjalistycznej do którego należała przez trzy lata, pełniła funkcję kierownika Biura Zarządu Powiatowego ZMS w Brodnicy. Od 1980 należała do Chrześcijańskiego Stowarzyszenia Społecznego, pełniła w nim funkcję wiceprzewodniczącej Oddziału Wojewódzkiego z siedzibą w Płońsku (od 1985), w 1987 włączona w skład Zarządu Krajowego. 
W 1984 została wybrana do Wojewódzkiej Rady narodowej w Ciechanowie. Następnie w 1989 uzyskała mandat poselski na Sejm kontraktowy. Została wybrana w okręgu ciechanowskim z puli Unii Chrześcijańsko-Społecznej. Zasiadała w trzech komisjach: Polityki Społecznej, Nadzwyczajnej do rozpatrzenia projektu ustawy o ochronie prawnej dziecka poczętego oraz Zdrowia. W wyborach 1991 bez powodzenia ubiegała się o reelekcję. W wyborach 1997 kandydowała w województwie ciechanowskim z ramienia Unii Pracy do Sejmu.
W 1985 odznaczona Srebrnym Krzyżem Zasługi.